# Ołeksij Prochorenkow
Ołeksij Ołeksijowycz Prochorenkow, ukr. Олексій Олексійович Прохоренков, ros. Алексей Алексеевич Прохоренков, Aleksiej Aleksiejewicz Prochorienkow (ur. 21 października 1971 we wsi Dziaćkowo, obwód briański, Rosyjska FSRR) – ukraiński piłkarz, grający na pozycji napastnika.

## Kariera piłkarska

### Kariera klubowa
Wychowanek Szkoły Piłkarskiej w Charkowie. W 1990 rozpoczął karierę piłkarską w trzecioligowej drużynie Dnipro Czerkasy. W lipcu 1994 przeszedł do Nywy Tarnopol. We wrześniu 1995 grał również w farm-klubie Krystał Czortków. W kwietniu 1996 opuścił tarnopolski klub i potem występował w chińskim zespole. Na początku 1997 powrócił do Ukrainy, gdzie zasilił skład zespołu Jawir Krasnopole. Na początku 1998 wyjechał do Rosji, gdzie podpisał kontrakt z Dinamem Moskwa. Latem 1999 przeniósł się do litewskiego Žalgirisa Kowno, które w 2000 zmienił nazwę na FBK Kaunas. Na początku 2003 został piłkarzem Spartaka Sumy. W 2004 zakończył karierę piłkarską w amatorskim zespole Łokomotyw Kupiańsk.

## Sukcesy i odznaczenia

### Sukcesy klubowe
- mistrz Litwy: 1999, 2000